# Indulgence (catholicisme)
Pour les articles homonymes, voir Indulgence.

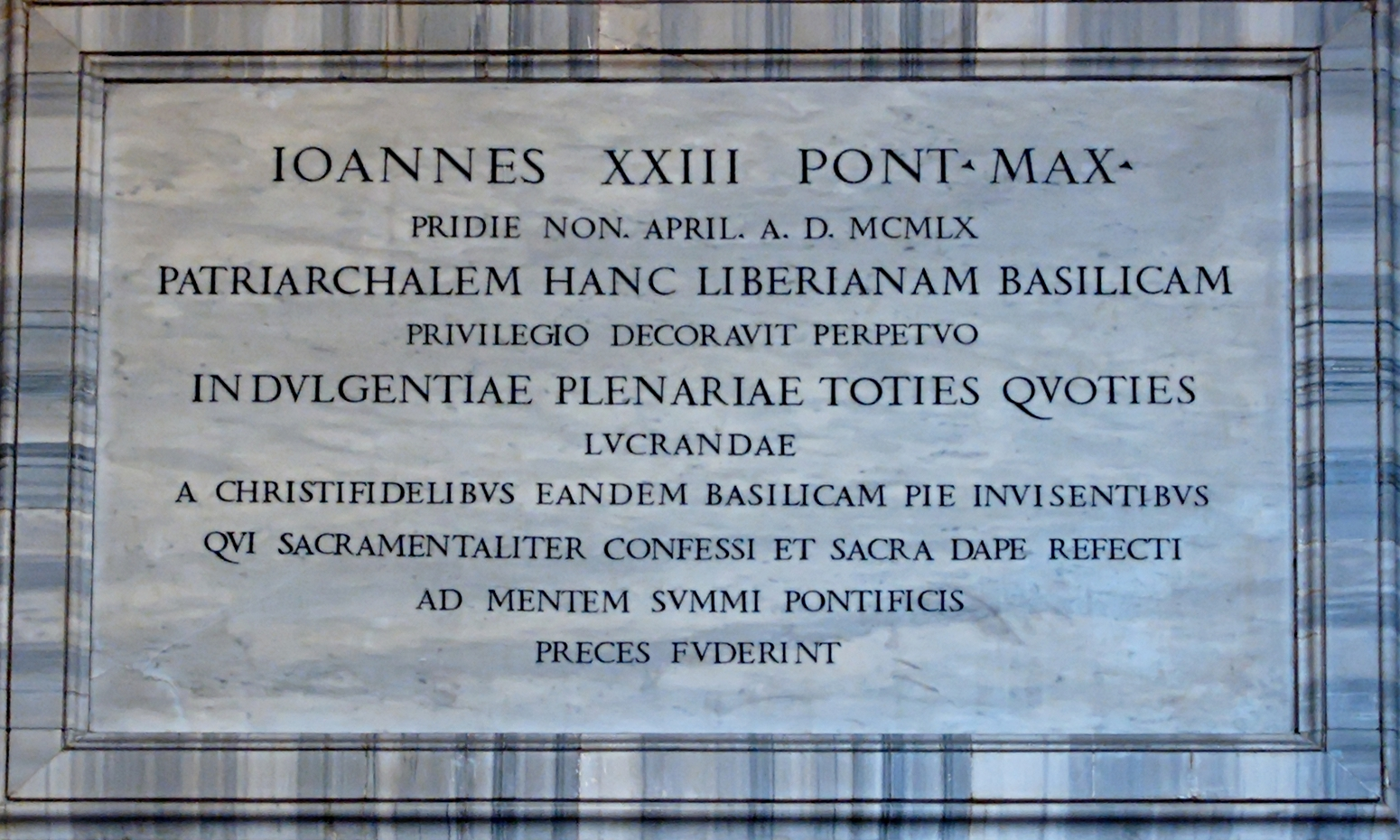
Indulgence plénière accordée sous le pontificat de Jean XXIII aux pèlerins de la basilique Sainte-Marie Majeure selon les trois conditions habituelles : confession sacramentelle, communion et prière selon les intentions du pape.

Dans l'Église catholique, l’indulgence (du latin indulgere, « accorder ») est la rémission totale ou partielle devant Dieu de la peine temporelle encourue en raison d'un péché déjà pardonné. Cette rémission peut s'obtenir par diverses bonnes œuvres (pèlerinages, prières spéciales, visite de reliques, assistance à telle ou telle messe, jeûne, don destiné au chantier d'une cathédrale, etc.)
Le Code de droit canonique consacre aux indulgences le chapitre IV du titre IV portant sur le sacrement de pénitence. Le canon 992 définit l'indulgence en fonction de l'encyclique Indulgentiarum Doctrina (en) de Paul VI. Elle est reprise dans le Catéchisme de l'Église catholique au point 1471.
L'ensemble des indulgences est présenté dans l'Enchiridion des indulgences publié par la Pénitencerie apostolique, bien que toutes n'y puissent figurer.
Cette pratique est moins courante de nos jours.

## Histoire

### Origine

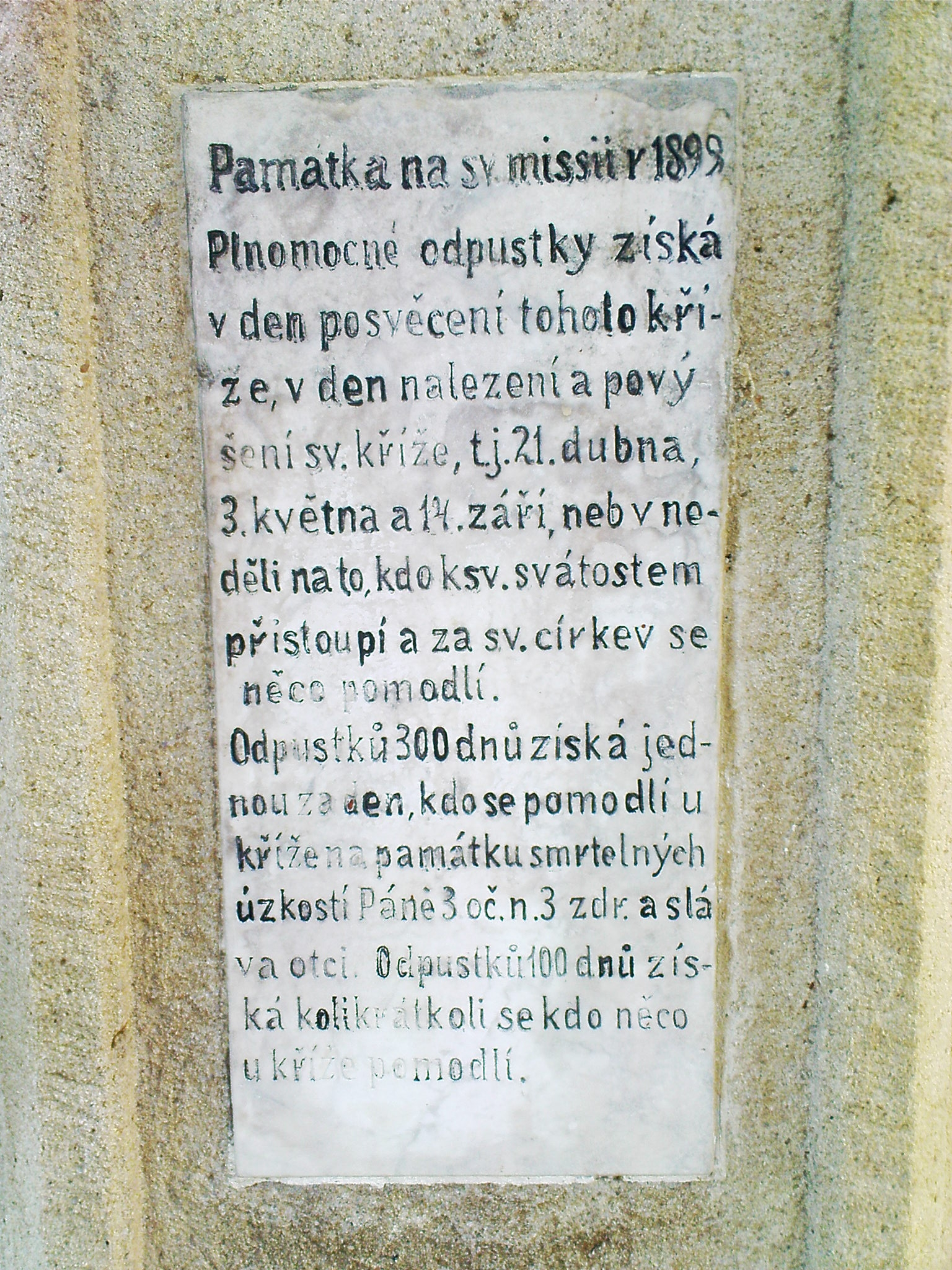
Inscription au revers d'une croix de pierre indiquant comment obtenir des indulgences pour une durée de 100 à 300 jours, district de Kroměříž, Tchéquie.

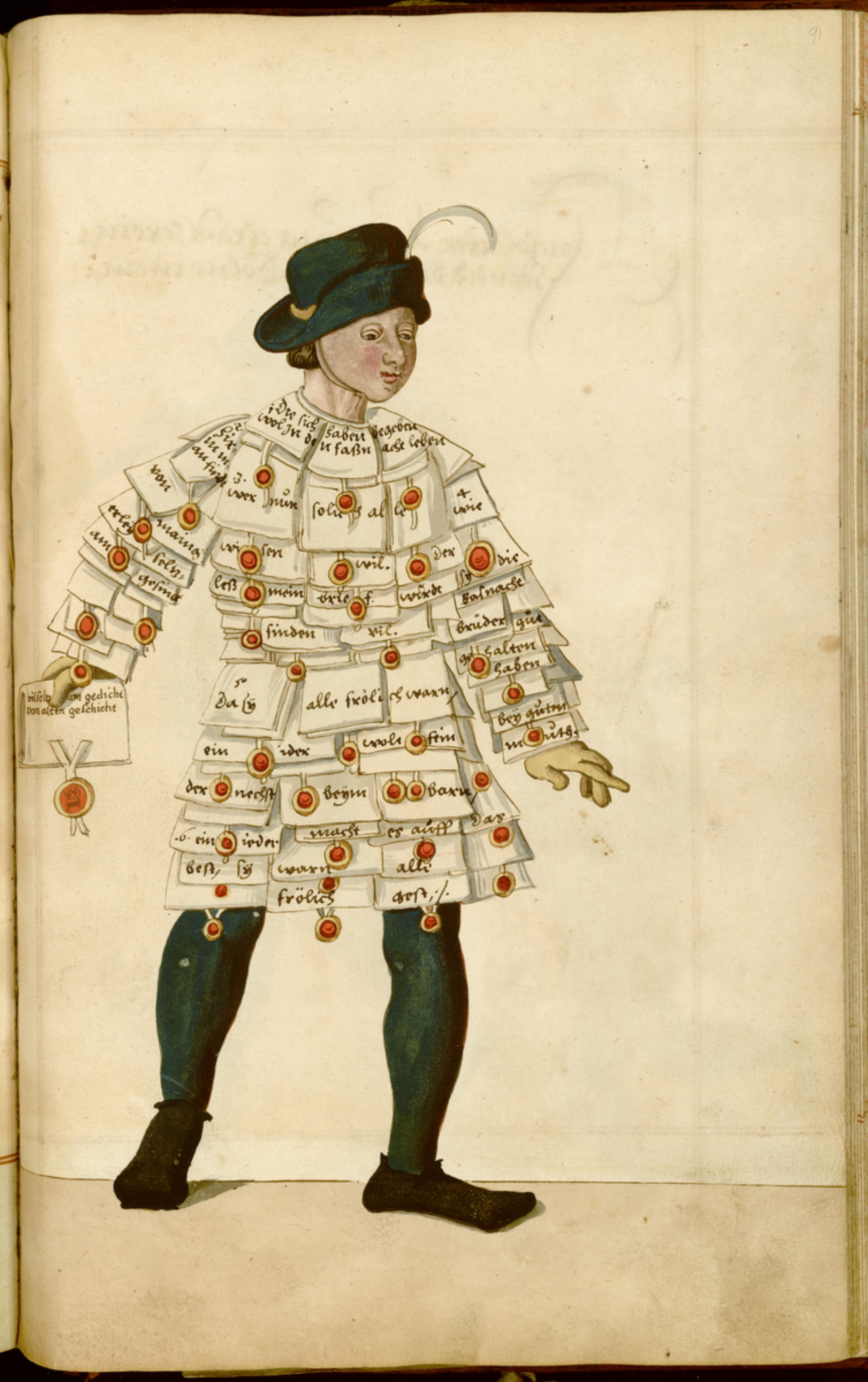
Costume d'indulgences, Carnaval de Nuremberg, vers 1500, Livre de Schembart.

La pratique, héritée du droit romain, remonte au IIIe siècle. Il s'agit alors de réintégrer dans le giron de l'Église les chrétiens ayant apostasié pendant les persécutions. Au XIIe siècle, elle reçoit une définition juridique dans les décrétales pontificales : une distinction est clairement établie entre l'absolution, réservée à Dieu, et l'indulgence, qui permet la réconciliation avec l'Église. L'indulgence est obtenue en contrepartie d'un acte de piété (pèlerinage, prière, mortification) effectué à cette fin dans un esprit de repentir — elle s'adresse à ceux qui sont vere penitentibus et confessis, selon la formule en usage à partir du XIIe siècle.
Théoriquement, il n'existe pas de proportion entre la faute et cet acte de piété : l'indulgence est réputée être l'effet de la communion des saints. En pratique, il en va bien autrement, en partie sous l'influence des peuples germaniques, dont la législation est en fait un barème de réparations, et qui tarifient chaque faute. Les indulgences se calquent alors sur les pénitentiels, ces manuels venus d'Irlande qui fixent pour chaque type de faute tant de jours de mortification. Moins longue, l'indulgence tend à se substituer à la pénitence physique en particulier pour les mourants.
Dès cette époque, on enregistre les premiers abus, principalement la simonie : les fidèles marchandent auprès du prêtre un acte de charité, souvent sonnant et trébuchant. Les conciles du Xe et du XIe siècle s'efforcent donc de limiter la part d'appréciation du prêtre en fixant des barèmes généraux. L'indulgence devient à cette période une arme pontificale : l'indulgence plénière apparaît au milieu du XIe siècle ; elle est alors employée pour encourager la croisade en Espagne, c'est-à-dire la Reconquista. Au cours du Moyen Âge, le « cours » de l'indulgence ne cesse de baisser : il faut de moins en moins d'efforts pour obtenir une indulgence de plus en plus large. Ainsi, on en vient à accorder une indulgence plénière pour l'observation d'une paix jurée, ce qui revient à récompenser l'absence de péché. On monnaie également des dispenses à diverses obligations, les sommes ainsi récoltées finançant des édifices religieux ou permettant à certains prélats de mener grand train. Ainsi, la « Tour de beurre » de la cathédrale Notre-Dame de Rouen doit son surnom à la vente des dérogations accordées pour consommer des matières grasses pendant le carême.
Le concile de Latran IV de 1215 condamne les abus concernant l'octroi par certains prélats d'indulgences indiscrètes et superflues, ce qui méprise le pouvoir des clés de l'Église et prive de sa force la satisfaction pénitentielle. Boniface VIII déclare légitimes les indulgences accordées à ceux qui se rendent à la Basilique Saint-Pierre de Rome et à ceux « qui se rendent avec respect dans les basiliques, qui ont vraiment fait pénitence et se sont confessés ». Au début du XVe siècle se généralisent l'octroi des indulgences accompagnées de dons à l'Église sous l'antipape Jean XXIII. Ces abus sont dénoncés par Jan Hus (1369-1415). En 1476, le pape Sixte IV décrète en faveur de l'église de Saint Pierre de Saintes que des indulgences en faveur des âmes du purgatoire peuvent  être accordées en offrant lors d'une visite d'église une somme ou une valeur déterminée en vue de la réfection d'une église. Cela se traduit par certains comme acheter une indulgence pour réduire le temps de purgatoire. Il est ainsi à l'origine de ce que l'on appelle le commerce des indulgences dans l'Église de Rome. Le pape Léon X, contre lequel Luther entre en conflit à propos des indulgences, rappelle  que le pape peut, en vertu de son autorité apostolique[Quoi ?], concéder « l'indulgence pour les vivants comme pour les morts » distribuant « le trésor des mérites de Jésus Christ et des saints » et « libérant de la peine temporelle due selon la justice divine pour leurs péchés. »
Avec le développement de l'imprimerie, la production des indulgences atteint des tirages massifs : la seule abbaye de Montserrat en fait imprimer 200 000 entre 1498 et 1500.

### Critiques de la Réforme et des Lumières

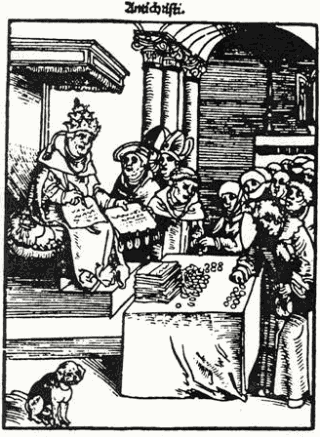
L'Antéchrist vu par Lucas Cranach l'Ancien : le pape vendant des indulgences.

Parmi les abus ultérieurs, on peut citer l'indulgence pour quiconque aiderait à la construction de la nouvelle basilique Saint-Pierre accordée par Jules II en 1506, confirmée par son successeur Léon X. C'est également l'époque du scandale lié au dominicain Johann Tetzel, chargé en 1516-1517 de vendre les indulgences au nom d'Albert de Brandebourg, archevêque de Mayence, intéressé à la vente par une commission de 50 % promise par la Curie. On lui attribue alors le slogan : « Sobald das Geld im Kasten klingt, Die Seel’aus dem Fegfeuer springt » (« aussitôt que l'argent tinte dans la caisse, l'âme s'envole du Purgatoire »). La pratique des indulgences est donc de plus en plus perçue comme une forme de corruption au cours du XVIe siècle.
Martin Luther attaque, quant à lui, le principe même de la pratique dans ses 95 thèses de Wittenberg : selon lui, seul Dieu peut justifier les pécheurs. Il dénonce à la fois les indulgences pour les âmes du Purgatoire (thèses 8–29) et celles en faveur des vivants (thèses 30–68). Dans le premier cas, les morts étant morts, ils ne sont plus tenus par les décrets canoniques — à terme, c'est le Purgatoire lui-même qui est remis en cause. À ce sujet, Luther s'élève également contre le marchandage des indulgences et accuse l'Église de profiter de la peur de l'Enfer : « Ils prêchent l'homme, ceux qui disent qu'aussitôt tintera l'argent jeté dans la caisse, aussitôt l'âme s’envolera [du Purgatoire] » (thèse 27). Dans le deuxième cas, Luther souligne que la repentance seule vaut rémission des peines, sans nul besoin de lettres d'indulgence. Au contraire, selon lui, l'indulgence détourne les pécheurs de leur véritable devoir, la charité et la pénitence. Dans De la captivité babylonienne de l'Église (1520), il écrit : « Il est devenu clair pour moi que les indulgences n’étaient que de simples tromperies de la part de flagorneurs romains pour détruire la foi en Dieu et les finances des hommes. »
Calvin exprime lui aussi son exécration pour les indulgences qui font croire que « l’achat de Paradis [serait] taxé à certains deniers » pour qu’ensuite « les oblations [soient] vilainement despendues en paillardises et gourmandises ».
La « querelle des Indulgences » est donc l'une des causes du schisme entre catholiques et protestants.
À l'époque des Lumières, Voltaire peut encore consacrer l'article « Expiation » des Questions sur l'Encyclopédie (1770-1772) à l'histoire et à la critique de la pratique. Il en retrace correctement l'origine aux « Barbares qui détruisirent l'Empire romain » et accuse le pape Jean XXII qui, selon lui, « faisait argent de tout », d'avoir appliqué le raisonnement aux péchés : « Après avoir ainsi composé avec les hommes, on composa ensuite avec Dieu ». Cependant, la critique pèse surtout sur les abus qui entachent la pratique, et se teinte de gallicanisme : Voltaire accuse cette tarification de ne pas avoir été approuvée par un concile.
Ainsi, Léon X, dans sa condamnation de Luther, rappelle la distinction entre rémission de la peine temporelle et rémission du péché à proprement parler. Néanmoins, la pratique perdure jusqu'à nos jours[Quand ?], encadrée d'abord par la Congrégation des indulgences, créée par Clément VIII (1592-1605) et intégrée à la Curie romaine par Clément IX en 1669 — ses compétences sont transférées en 1908 au Saint-Office puis en 1917 à la Pénitencerie apostolique, qui en a toujours la charge.
Jusqu'au concile Vatican II, les Paroissiens comportent encore, dans le chapitre consacré aux prières, une section sur les indulgences. Ainsi, le Paroissien des fidèles publie une liste d'invocations indulgenciées : les invocations « Mon Jésus, miséricorde ! » ou « Cœur agonisant de Jésus, soyez mon amour » correspondent à 100 jours de pénitence, tandis que « Saint Joseph, patron de la bonne mort, priez pour nous » équivaut à 300 jours.

## Effets de l'indulgence

### Indulgence partielle ou plénière

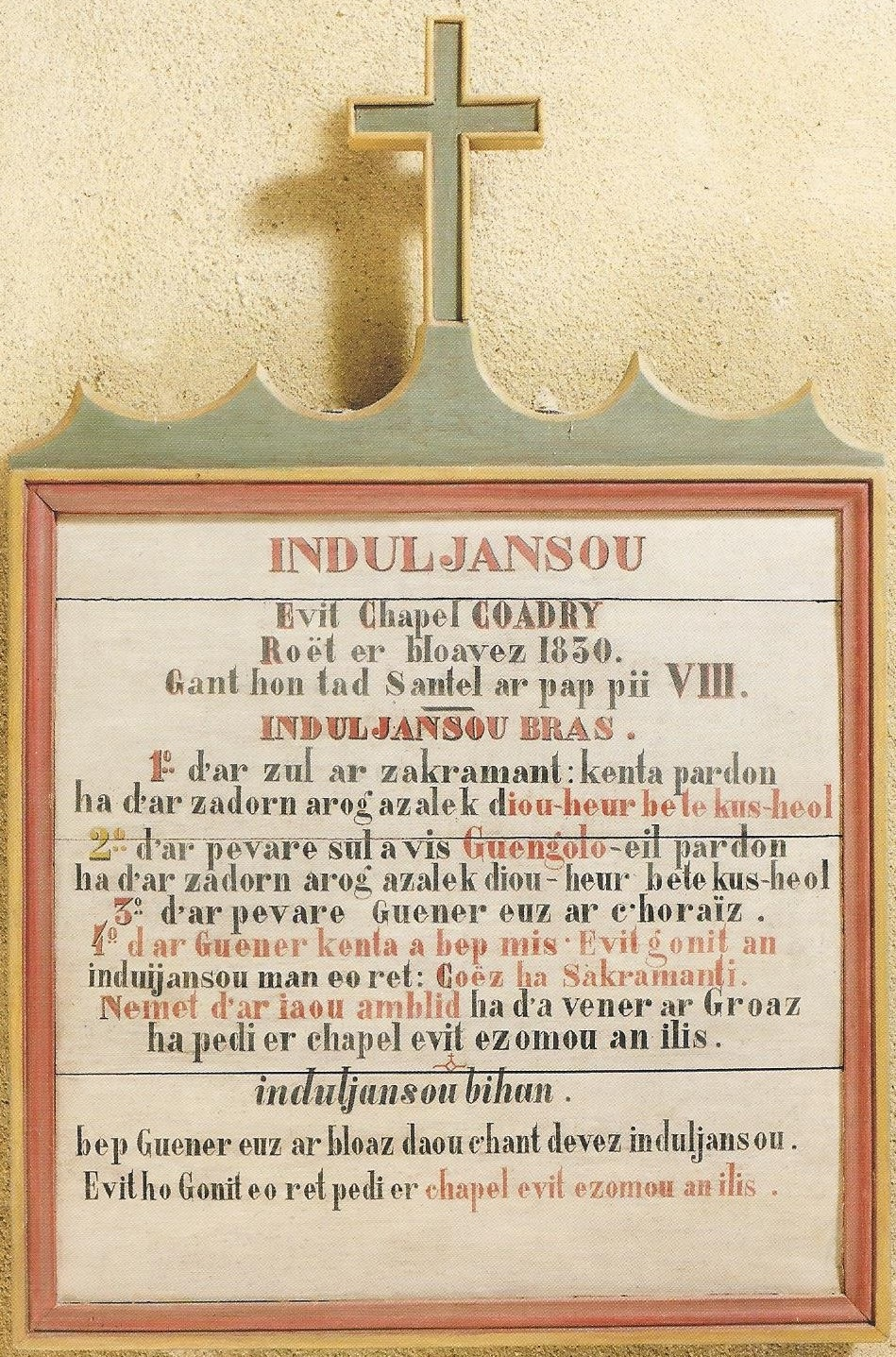
Tableau (en langue bretonne) des indulgences accordées en 1830 par le pape Pie VIII aux fidèles venant prier à la chapelle Saint-Sauveur de Coadry.

Selon la doctrine catholique, le péché est effacé par la confession. Mais ce sacrement n'enlève pas la peine temporelle due au péché, qui se traduit généralement par un temps de purgatoire si elle n'est pas d'abord purgée sur terre par des actes de foi et de charité (actes de réparation). Cette peine temporelle peut être atténuée voire effacée par l'indulgence. L’indulgence est dite partielle ou plénière.
Les indulgences partielles se comptaient en jours, mois ou années. Cette évaluation ne prétendait pas correspondre à une remise de peine d'une durée équivalente au purgatoire. Elle indiquait la durée équivalente en termes de pénitence effectuée sous la loi des premiers canons de l'Église. Cette durée permettait aussi d'orienter la piété populaire. Ainsi Pie IX accorda-t-il des indulgences aux prières à Notre-Dame de La Salette, afin de marquer son souhait d'une reconnaissance officielle de l'apparition mariale en ce lieu. La plupart des papes ayant fait de même, il en est résulté une sorte d'inflation. C'est en 1967, à la suite du concile Vatican II, que Paul VI a supprimé la référence à un nombre de jours ou d’années déterminé : désormais on ne parle plus que d'indulgence partielle ou plénière.
Les indulgences partielles peuvent être concédées par l'autorité épiscopale, les indulgences plénières étant réservées à la Pénitencerie apostolique.

### Concile Vatican II
La doctrine des indulgences a été réformée par le concile Vatican II puis la constitution apostolique Indulgentiarum doctrina (1er janvier 1967) de Paul VI, reprise dans le Code de droit canonique de 1983. La pratique des indulgences a été modifiée par la constitution apostolique Indulgentiarum doctrina, dans laquelle le pape Paul VI a reconnu que « des abus se sont introduits dans la pratique des indulgences, soit parce que « par des indulgences immodérées et superflues » on dépréciait les clefs de l’Église et on affaiblissait la satisfaction pénitentielle, soit parce que le nom des indulgences était blasphémé à cause de "profits condamnables" ».
Dans le Catéchisme de l'Église catholique de 1992 (§ 1471-1479), l'Église réaffirme son droit à octroyer les indulgences, « en vertu du pouvoir de lier et de délier qui lui a été accordé par le Christ Jésus » (§ 1478). Elle précise que l'indulgence libère seulement de la « peine temporelle » du péché et non de la « peine éternelle » — c'est-à-dire de la privation de la « vie éternelle », de la communion avec Dieu. De nouveau, elle rappelle que l'indulgence est accordée au pécheur non pas en vertu de ses pénitences seules, mais de la communion des saints.
Si la pratique est moins courante que par le passé, elle subsiste clairement : ainsi, le Catéchisme recommande toujours, avec l'aumône et les œuvres de pénitence, l'usage des indulgences en faveur des défunts (§ 1032). La principale indulgence est accordée à l'occasion du jubilé, dont elle est l'« un des éléments constitutifs » selon Jean-Paul II (bulle d'indiction Incarnationis mysterium, § 9.1). C'est à l'occasion du jubilé de l'an 2000 que la Pénitencerie apostolique a jugé bon de rappeler les conditions d'acquisition de l'indulgence. Dans tous les cas — indulgence plénière ou partielle —, le fidèle doit être en « état de grâce ».
Pour l'indulgence plénière, dont l'obtention est limitée à une fois par jour, sauf péril de mort, il doit :
- avoir le désir de gagner l'indulgence ;
- se détacher complètement du péché, même véniel ;
- se confesser dans les vingt jours, environ, avant ou après l’œuvre indulgenciée ;
- communier dans les vingt jours, environ, avant ou après l’œuvre indulgenciée ;
- prier selon les intentions indiquées par le pape, ou prier aux intentions du pape ;
- accomplir l'action à laquelle est attachée l'indulgence dans le temps prescrit (si l'indulgence est attachée à un jour ou une période particuliers).

Si ces actions ne sont que partiellement remplies, ou que le fidèle n'a pas les dispositions du cœur requises, l'indulgence n'est que partielle.
Il est également rappelé que l'indulgence ne peut être appliquée qu'à soi-même ou aux « âmes du Purgatoire » (par mode de suffrage), et non à d'autres personnes vivantes.

## Églises chrétiennes

### Accord luthéro-catholique
En 1999, le Vatican a signé avec la Fédération luthérienne mondiale l'accord luthéro-catholique sur la justification par la foi.
Lors du jubilé de l'an 2000, l'Église catholique a attribué des indulgences, malgré les critiques des protestants. La doctrine catholique des indulgences reste donc un point de friction avec les confessions chrétiennes protestantes. Pour l'Église catholique, la pratique des indulgences ne concerne que la remise des « peines temporelles » et ne remet donc pas en question la doctrine de la justification.

### Position de l'Église orthodoxe
L'Église orthodoxe rejette la doctrine des indulgences (comme celle du Purgatoire) dans ses fondements mêmes : le caractère satisfactoire devant la justice divine des œuvres de pénitence, la distinction entre la faute et la peine et la théorie du trésor des mérites surabondants des saints.
Ainsi, d'une part, les peines (épitimies) infligées au pénitents sont conçues comme des remèdes contre le péché, et non comme des compensations ou satisfactions offertes pour les péchés à la justice éternelle. D'autre part, l'Église orthodoxe se veut fidèle à la pratique de « l'ancienne Église [qui], en infligeant aux pécheurs des pénitences ou des punitions temporaires, les leur allégeait fréquemment, c'est-à-dire donnait des indulgences, comme on peut le voir entre autres par un certain décret du concile d'Ancyre [décret 5]. Mais pourquoi le faisait-elle ? Uniquement en considération de l'état moral des pénitents ; parce que, voyant dans les pénitences des remèdes spirituels, elle trouvait nécessaire et utile, dans l'intérêt même des pénitents, d'alléger, ou de changer, ou d'augmenter, ou de supprimer complètement le remède... [Par ailleurs], si les effets des pénitences, comme châtiments curatifs, se bornent à la vie présente, où les pécheurs ont encore la possibilité de s'amender, mais ne s'étendent point au-delà de la tombe, il est tout à fait superflu de donner des indulgences au profit des trépassés pour les tirer du prétendu Purgatoire ».
Quant à la distinction de la coulpe et de la peine, on lit dans la Confession de foi du Patriarche Dosithée II de Jérusalem (def.18) : « Dire à ce propos que d'une part le péché est remis, mais que la peine est demeurée, c'est le propre de ceux qui plaisantent, non de ceux qui pensent correctement, qui font de la théologie et qui sont réfléchis. »
Au sujet des mérites surérogatoires, Métrophane Kritopoulos note dans sa Confession de foi (ch.17) : « Le fait de soutenir que les saints ont des œuvres rigoureusement requises aux yeux de Dieu et d'autres superflues, par lesquelles ils peuvent sauver beaucoup de pêcheurs, comme si les œuvres surabondantes des saints pouvaient être proposées à l'achat de ceux qui les désirent ou être vendues, comme des légumes, c'est une véritable insulte faite à l'Église, ou plutôt ceux qui osent le soutenir ne songent à rien d'autre qu'à accroître leur bourse, ce que l’Église du Christ rejette comme sacrilège et mesquin. »